# Cornelis Hendrik Boudewijn Boot
Cornelis Hendrik Boudewijn Boot (Arnhem, 15 september 1813 - 's-Gravenhage, 5 november 1892) was een predikantszoon, die het tot burgemeester van de gemeente Amsterdam en minister bracht.

## Biografie
Als student verkeerde hij in het gezelschap van Johannes Kneppelhout en Nicolaas Beets. Na zijn voortvarend verlopen rechtenstudie werd hij advocaat. Boot was de jongere broer van Johan Cornelis Gerard Boot, de neef van Willem Boudewijn Donker Curtius van Tienhoven en Dirk Donker Curtius en de schoonzoon van burgemeester Willem Daniël Cramer, die zijn loopbaan gunstig beïnvloedde.
Aanvankelijk was hij Officier van Justitie en raadslid. Als burgemeester van de hoofdstad tussen 1855 en 1858 bevorderde hij spoorverbindingen en nijverheid. Vervolgens werd hij minister van Justitie in het kabinet-Rochussen. Hij trachtte als zoveel ministers uit zijn tijd tevergeefs een nieuwe Wet op de rechterlijke organisatie tot stand te brengen. Boot is benoemd tot staatsraad, een functie die hij dertig jaar lang bekleedde. Hij zette zich in voor stichting van het Paleis voor Volksvlijt
- Biografisch Portaal: 43250845
- Digitale Bibliotheek voor de Nederlandse Letteren: boot014
- Gemeinsame Normdatei: 1052888933
- International Standard Name Identifier: 0000 0003 8769 9514
- Nederlandse Thesaurus van Auteursnamen: 070276560
- Parlement.com: vg09lliwlezd
- Virtual International Authority File: 280728910
- WorldCat: E39PBJhdb3RMvXr8VVRjtM6R8C